# Malakwal
Malakwal (urdu: ملکوال) – miasto w Pakistanie, w prowincji Pendżab. W 2017 roku liczyło 43 421 mieszkańców.